# Ołena Żupijewa-Wjazowa
Ołena Pawłiwna Żupijewa-Wjazowa, także Derszan i Skaczkowa (ukr. Олена Павлівна Жупієва-В'язова (Дершан, Скачкова), ur. 18 kwietnia 1960 w Niandomie) – ukraińska lekkoatletka reprezentująca również Związek Radziecki i Wspólnotę Niepodległych Państw, specjalizująca się w biegach długodystansowych, dwukrotna uczestniczka igrzysk olimpijskich w latach 1988 i 1992, brązowa medalistka olimpijska z 1988 z Seulu w biegu na 10 000 metrów.

## Finały olimpijskie
- 1988 – Seul, bieg na 10 000 m – brązowy medal[1]

## Inne osiągnięcia
- 1986 – Stuttgart, mistrzostwa Europy – dwukrotnie 6. miejsca, w biegach na 3000 m i 10 000 m
- 1987 – Rzym, mistrzostwa świata – srebrny medal w biegu na 10 000 m
- 1992 – Genua, halowe mistrzostwa Europy – 4. miejsce w biegu na 3000 metrów
- 1992 – Hawana, puchar świata – 4. miejsce na 10 000 metrów
- mistrzyni Wspólnoty Niepodległych Państw w biegu na 10 000 metrów w 1992[2]
- mistrzyni Ukrainy w biegu na 5000 metrów w 1996 oraz w biegu na 10 000 metrów w 1993 i 1996[3]
- wicemistrzyni ZSRR w biegu na 3000 metrów w 1986 oraz w biegu na 10 000 metrów w 1986 i 1987, brązowa medalistka w biegu na 10 000 metrów w 1988[4]

## Rekordy życiowe
- bieg na 3000 metrów – 8:38,1 – Charków 11/08/1985
- bieg na 5000 metrów – 15:23,25 – Moskwa 08/07/1986
- bieg na 10 000 metrów – 31:09,40 – Rzym 04/09/1987
- półmaraton – 1:09:34 – Remich 26/09/1996 (rekord Ukrainy)[5]